# Элли Смит
Э́лли Смит — вымышленный персонаж; главная героиня первых трёх сказок Александра Волкова о Волшебной стране и Изумрудном городе. Её прототип — Дороти Гейл из сказок Л. Ф. Баума о Стране Оз.
Элли — добрая, отзывчивая, смелая девочка, всегда готовая прийти на помощь своим друзьям. Кроме того, Элли — честная, бесхитростная, скромная, немного застенчивая, однако умеет постоять за себя.

## Элли в книгах Александра Волкова
В 1-й книге («Волшебник Изумрудного города», 1939) Элли — самая обычная девочка лет 8—9 из Канзаса (США), по воле судьбы занесённая ураганом в Волшебную страну.
Во 2-й книге («Урфин Джюс и его деревянные солдаты», 1963) Элли снова отправляется в Волшебную страну, на этот раз пешком и в компании своего дяди, моряка Чарли Блека, чтобы принять участие в борьбе со злым Урфином Джюсом, поработившим её друзей.
В 3-й книге («Семь подземных королей», 1964) Элли вместе с троюродным братом Фредом случайно попадают в самую мрачную область Волшебной страны — огромнейшую Подземную Пещеру, где ребята становятся пленниками семи королей. Это путешествие в Волшебную страну стало для неё последним.
В последующих книгах Волкова о Волшебной стране роль Элли эпизодическая: девочка уже выросла и работает учительницей. Теперь сказочные приключения выпадают на долю её младшей сестры Энни.

## Друзья Элли
Путешествуя по Волшебной стране, Элли встречает трёх сказочных существ, которые становятся её лучшими друзьями. Это:
- Страшила — ожившее соломенное пугало, мечтающее получить мозги.
- Железный Дровосек — живой человек, сделанный из железа, стремящийся получить сердце.
- Трусливый Лев — настоящий лесной зверь, страдающий от собственной трусости и желающий получить смелость.

Вместе с друзьями Элли направляется в Изумрудный город к Великому и Ужасному волшебнику Гудвину, который, согласно предсказанию, должен исполнить заветные желания трёх друзей Элли, после чего девочка сможет вернуться на родину, к папе и маме.

### Другие спутники Элли
- Тотошка (Тото) — маленький забавный чёрный пёсик, сопровождавший Элли во всех трёх её путешествиях в Волшебную страну. Мечтает победить соседского пса Гектора.
- Чарли Блек — дядя (брат матери) Элли, изобретательный и умелый одноногий моряк, капитан и любитель приключений, взявшийся помочь племяннице освободить её друзей во 2-й книге.
- Фред Каннинг — троюродный брат Элли, мальчик на 2 года старше её, спутник Элли во время её последнего путешествия в Волшебную страну.
- Кагги-Карр — пожилая, мудрая, немного сварливая, но в общем добрая ворона; посланница пленённых Страшилы и Железного Дровосека, помогшая Элли, Чарли Блеку и Тотошке добраться до Волшебной страны во 2-й книге.

### Семья и родственники Элли
- Джон Смит — отец девочки, небогатый канзасский фермер.
- Анна Смит — мать Элли, домохозяйка.
- Энни Смит — младшая сестра Элли, появляется начиная с 4-й книги Волкова. Младше Элли на десять лет.
- Билл Каннинг — отец Фреда, дядя Элли. Живёт в штате Айова.
- Кэт Каннинг — мать Фреда, тётя Элли.

## Приключения Элли

### Сказка «Волшебник Изумрудного города»
В книге «Волшебник Изумрудного города» Элли вместе со своим пёсиком Тотошкой унесена ураганом в Волшебную страну, где её домик, упав на голову злой колдуньи Гингемы, раздавил её. За избавление от власти Гингемы Жевуны прозвали Элли Феей Убивающего Домика. Мечтая вернуться домой, Элли и Тотошка по совету Виллины отправились в Изумрудный город просить помощи у Великого и Ужасного волшебника Гудвина. По дороге, согласно предсказанию волшебной книги Виллины, девочка встретила живое соломенное чучело Страшилу, Железного Дровосека и Трусливого Льва — троих существ, у которых были заветные желания. По дороге Элли с новыми друзьями пережили немало опасных приключений: девочка побывала в плену у Людоеда, преодолела овраги и Большую реку, едва не уснула навеки в маковом поле. Получив приказ от Гудвина свергнуть Бастинду, отправилась вместе с друзьями в Фиолетовую страну, где оказалась в плену у злой колдуньи. Работала помощницей кухарки Фрегозы и непреднамеренно уничтожила Бастинду, облив колдунью водой в пылу ссоры, когда та попыталась завладеть серебряными башмачками, доставшимися Элли от Гингемы. Мигуны дали Элли прозвище Фея Спасительной Воды. После гибели Бастинды Элли стала владелицей Золотой Шапки и получила возможность повелевать Летучими Обезьянами. Когда Элли и её друзья вернулись в Изумрудный город, Гудвин не проявил никакого желания встретиться с ними и исполнить свои обещания. Но после разоблачения, мнимый волшебник согласился доставить Элли на воздушном шаре в Канзас, откуда и сам был родом. Однако по случайности верёвка, державшая шар, оборвалась, и Гудвин улетел один, а Элли была вынуждена отправиться в Розовую страну, чтобы просить совета у феи Стеллы. Дорога была нелёгкой: Элли и её спутники чуть не погибли при наводнении, а потом вынуждены были вступить в конфликт с воинственным племенем Прыгунов. Вернулась Элли в Канзас с помощью серебряных башмачков, секрет которых ей открыла Стелла — при этом башмачки потерялись на третьем, последнем шаге.

### Сказка «Урфин Джюс и его деревянные солдаты»
Спустя год Элли вновь отправилась в Волшебную страну вместе со своим дядей Чарли Блеком и верным Тотошкой, чтобы спасти Страшилу и Железного Дровосека от Урфина Джюса и его дуболомов. Весть о том, что друзья Элли попали в беду, принесла в Канзас быстрокрылая ворона Кагги-Карр, посланница Страшилы. Великую пустыню, отделявшую Волшебную страну от Большого мира, Элли, Чарли и Тотошка пересекли на сухопутном корабле. Неподалёку от Кругосветных гор корабль попал в поле притяжения колдовского Чёрного камня Гингемы. Элли, Чарли Блек и Тотошка провели неделю в плену у Чёрного камня, и неминуемо погибли бы от жажды, если бы ворона Кагги-Карр не принесла им спасительную ветку волшебного винограда, уничтожавшего чары Гингемы. После этого Элли и её спутники перебрались через горы, освободили Голубую страну из под власти жадного наместника Кабра Гвина, призвали на подмогу Смелого Льва и сумели проникнуть в сторожевую башню, на верхушке которой томились в заключении Страшила и Дровосек. Переодевшись в пожилую фермершу, Элли пробралась в Изумрудный город, где передала Дину Гиору и Фараманту, также сидевшим под арестом, пилу Чарли Блека, с помощью которой узники совершили побег. Затем Элли вместе с освобождёнными друзьями отправилась в Фиолетовую страну. В последовавшем вскоре решающем сражении армия Урфина Джюса была разгромлена, а Элли, Чарли Блек и Тотошка, отпраздновав победу, вернулись на родину.

### Сказка «Семь подземных королей»
В третий раз Элли совершила путешествие в Волшебную страну по подземной реке вместе с Тотошкой и троюродным братом Фредом Каннингом. Это приключение не было спланировано заранее: дети просто отправились осмотреть подземную пещеру в Айове, где жил Фред, но дорогу назад им отрезал обвал. В поисках выхода ребята проделали немалый путь по подземному лабиринту и наконец река вынесла их прямо во владения Семи подземных королей. Короли взяли путников в плен, чтобы вынудить Элли, которую они сочли могущественной феей, вернуть им Усыпительную воду. Источник Усыпительной воды незадолго до этого разрушил бежавший из верхнего мира предатель Руф Билан. Элли сумела известить Страшилу, Дровосека и Льва о своём бедственном положении, а потом и отговорить их от кровопролитной войны с подземными рудокопами. Смелая и решительная — несмотря на свой юный возраст — Элли достойно держалась перед семью королями и дала замечательную отповедь Руфу Билану: «…А мы там, наверху, считали, что вас сожрали Шестилапые, после того как вы удрали от народного гнева в подземелье. Но, здесь, кажется, вы не процветаете?». Верхние правители достигли согласия с подземными королями, спустились в Пещеру и нашли способ совместными усилиями восстановить порушенный источник. Взамен Элли обрела свободу, а вскоре и власть королей пала. После возвращения Усыпительной воды Рамина, королева мышей, предсказала Элли, что та никогда больше не вернётся в Волшебный край: «…вас ждёт долгая и светлая жизнь в родной стране. Но ваших друзей вы уже не увидите никогда». В Канзас Элли, Фред и Тотошка возвратились на драконе Ойххо.

### Следующие сказки Волкова
Дома Элли ждал сюрприз — за время её странствий у неё появилась младшая сестрёнка Энни. Элли окончила школу и стала работать сельской учительницей, а свою любовь к Волшебной стране сумела передать младшей сестре. Когда Энни подросла, ей вместе с другом Тимом также довелось трижды побывать в Волшебной стране. Причём способ одолеть колдовство Чёрных камней Энни и Тиму помогла придумать сама Элли. Она же дала имена механическим мулам, на которых Энни и Тим совершили своё первое путешествие в чудесную страну.
Между тем, друзья Элли, несмотря на предсказание Рамины, всё равно надеялись когда-нибудь вновь увидеть Элли в Волшебной стране. В частности, Страшила задумал построить в Изумрудном городе «для Эллиной школы такое здание, какого ещё не видано было в мире» и приглашал Элли приехать в Изумрудный город учительницей после окончания ею колледжа. Но строительство пришлось отложить из-за войны с великаншей Арахной. Известие об этих планах Страшилы привёз в Канзас Фарамант. «Элли улыбнулась и обещала подумать над таким лестным предложением».

## Прообраз Элли
Образ Элли был заимствован Волковым у Л. Ф. Баума, равно как и образы Страшилы, Железного Дровосека и Трусливого Льва. Правда, в книгах Баума девочку звали иначе — Дороти. По характеру Элли тоже заметно отличается от Дороти. Так, Э. Несбит указывает на добавление Волковым в повествование революционной тематики, выраженной устами Элли в сцене, где девочка интересуется, отчего Мигуны не восстанут против угнетающей их правительницы, злой колдуньи Бастинды. Н. В. Латова отмечает, что у Элли и её друзей сильнее выражено качество самоотверженности — «ориентация на других», в то время как у Дороти и её спутников в приоритете «ориентация на себя», понимаемая как необходимость в первую очередь достичь своих целей, причинив при этом минимум ущерба другим. Также Латова, сравнивая в сказках Баума и Волкова главы плена в царстве Бастинды, приходит к выводу, что Элли действует гораздо энергичнее Дороти, организовывая восстание.

## Фамилия Элли
Любопытно, что фамилия Элли — Смит — названа Волковым далеко не сразу. Впервые она была упомянута лишь в третьей книге сказочного цикла. До этого как сама Элли, так и её родители — Джон и Анна — были известны только по личным именам.

## Элли в других книгах
После выхода книги «Семь подземных королей» читатели прислали Волкову и Владимирскому «шквал» писем, существенная часть которых содержала просьбы обойти предсказание Рамины, продолжив писать о приключениях Элли в Волшебной стране. Тем не менее, Волков не уступил, и в его дальнейших произведениях Элли больше в Волшебную страну не вернулась.
Но в написанном писателем Сергеем Сухиновым похожем на авантюрное фэнтези новом цикле о Волшебной стране, 19 книг которого были опубликованы в 1998—2001 годах, Элли не только возвращается в Волшебный край, но и становится настоящей феей.
Юрий Кузнецов, написавший несколько своеобразных продолжений к книгам Волкова, сделал главным героем своего повествования сына выросшей Элли — мальчика по имени Крис Талл (см. повесть «Изумрудный дождь» и др.)[страница не указана 470 дней].
Элли действует в одной из частей повести «Лазурная фея Волшебной страны» Алексея Шпагина, продолжающей сказочный цикл А. М. Волкова об Изумрудном городе.

## Элли в кино и мультфильмах
- В мультсериале «Волшебник Изумрудного города» (ТО «Экран») Элли (за исключением пятой серии) озвучивала Клара Румянова (в пятой — Ольга Громова).
- В фильме П. Арсенова «Волшебник Изумрудного города» (1994) в роли Элли снялась Катя Михайловская. Однако этот фильм в популярности значительно уступает книге.
- В мультсериале «Приключения в Изумрудном городе» («НТВ-кино», студии «Мельница») Элли была переименована в Долли (смесь имён Дороти и Элли). Героиня озвучена Татьяной Михалёвкиной.
- В мультфильмах «Урфин Джюс и его деревянные солдаты» и «Урфин Джюс возвращается» фигурируют две Элли: одна — уже повзрослевшая и ставшая бабушкой, озвученная Татьяной Михалёвкиной, а другая — её внучка (Элли-младшая), озвученная Екатериной Гороховской.
- В фильме «Волшебник Изумрудного города. Дорога из жёлтого кирпича» (2025) по мотивам первой книги Элли показана как ребенок нынешнего поколения, её сыграла Екатерина Червова.

## Литературная критика
М. Петровский и К. Митрохина отмечают, что с введением Волковым в сказку «Волшебник Изумрудного города» мотива «трёх желаний», действия Элли на пути к Гудвину приобрели мотивацию, которую можно истолковать как менее прямодушную и даже корыстную, чего не было у баумовской Дороти. Однако Т. В. Галкина в заочной полемике с М. Петровским сочла его суждение о небескорыстии Элли неправомерным, отметив, что характер Элли остался прежним, и действия её продиктованы сердечной добротой, а уточнению подверглись лишь сопроводительные обстоятельства путешествия к Гудвину.